# Biserica „Sfânta Treime” din Căpriana
Biserica „Sf. Treime” este o biserică amplasată în Căpriana, raionul Strășeni, Republica Moldova. Este un monument arhitectural de importanță națională inclus în Registrul monumentelor Republicii Moldova ocrotite de stat cu nr. 1358 (raionul Strășeni). Datează din 1870.